# Deminex
Die Deminex GmbH war ein deutsches Unternehmen zur Erschließung und Förderung von Erdöl- und Erdgasvorkommen im Ausland. Es existierte von 1966 bis 1998 und sollte der Bundesrepublik Deutschland – in Eigenregie oder in Zusammenarbeit mit anderen privaten beziehungsweise staatlichen Mineralölgesellschaften – insbesondere eine eigene Rohölbasis verschaffen, um die Abhängigkeit von politisch unruhigen Förderländern und großen ausländischen Mineralölunternehmen zu verringern. Maßnahmen zur Erreichung dieses Ziels waren der Erwerb von Konzessionen, der Aufschluss und die eigene Förderung. Der Staat subventionierte Deminex zwei Jahrzehnte lang. 1998 kam es zur Auflösung des Unternehmens und zur Aufteilung der einzelnen Sparten unter den Gesellschaftern. Diese hatten zuvor auf ein jeweils eigenständiges unternehmerisches Handeln gedrängt und argumentiert, die Gesellschafterstruktur der Deminex sei nicht mehr wettbewerbsfähig.

## Hintergrund
In der Bundesrepublik wuchs die Bedeutung von Öl stetig. Sie machte der Kohle den Rang als Energieträger streitig, getrieben von der wirtschaftspolitischen Vorgabe, insbesondere für die Industrie günstige Energiepreise sicherzustellen. Der Import von Öl stieg bis 1957 nur langsam, anschließend jedoch rasch. Waren es 1957 noch 8 Mio. Tonnen, so lag dieser Wert zwei Jahre später bei 17 Mio. Tonnen, 1969 überschritt er die 90-Millionen-Tonnen-Grenze. Der Anteil des Mineralöls zur Deckung des westdeutschen Energiebedarfs wuchs von 4 Prozent im Jahre 1950 auf 53 Prozent im Jahr 1970. Günstiges Öl wurde zudem für die Privathaushalte attraktiv, zwischen 1958 und 1963 verdreifachte sich der Heizölverbrauch. Auch die expandierende chemische Industrie benötigte Erdöl als wichtigen Rohstoff und günstigen Energielieferanten. Ein weiterer Faktor war die einsetzende Massenmotorisierung. Das Land verfügte zwar über große Kohlereserven, kaum aber über Öl- und Erdgasvorkommen, die sich mit den damaligen Mitteln wirtschaftlich erschließen und ausbeuten ließen.
Der rasch wachsende und liberale Mineralölmarkt in Deutschland war von großen Mineralölunternehmen geprägt, deutsche Anbieter waren insbesondere bei Raffineriekapazitäten mit zirka 25 Prozent, beim Vertrieb von Benzin mit zirka 40 Prozent beziehungsweise Heizöl mit zirka einem Drittel Marktanteil in der Minderheit und sahen sich in der Defensive. Deutlich wurde dies zuletzt bei der Übernahme von DEA durch Texaco, die auch in der Bundesregierung, der Politik und der Presse eingehend debattiert wurde. Dieser Unternehmenskauf wurde ab März 1966 geplant und war bis zum Jahresende vollzogen.

## Gründung und Ziele
Am 27. Oktober 1966 gründeten die deutschen Mineralölgesellschaften die Deutsche Mineralöl-Explorationsgesellschaft mbH, kurz Deminex, als Gemeinschaftsunternehmen zur Erschließung von Erdöl- und Erdgasvorkommen im Ausland. Als Sitz der Gesellschaft war Düsseldorf vorgesehen. Das Bundeswirtschaftsministerium unter Kurt Schmücker hatte dazu die Initiative ergriffen und über Josef Rust, den Vorsitzenden des Aufsichtsrats von Wintershall, die Unternehmen motiviert. Folgende Gesellschaften bildeten den Kreis der Gesellschafter des Gemeinschaftsunternehmens:
| Unternehmen                                   | Sitz          | Andere Geschäftsfelder a                                                                           | Eigentumsverhältnisse                                 |
| --------------------------------------------- | ------------- | -------------------------------------------------------------------------------------------------- | ----------------------------------------------------- |
| C. Deilmann                                   | Bentheim      | Bohrarbeiten, Berg- und Tiefbau, Torfgewinnung, Maschinenbau                                       | 100 % Familie Deilmann                                |
| Deutsche Schachtbau- und Tiefbohrgesellschaft | Lingen/Ems    | Erdgasförderung                                                                                    | 100 % Salzgitter AG (Bundeseigentum)                  |
| Gelsenkirchener Bergwerks-AG                  | Essen         | Tanker, Petrochemie, Chemiefaser-Herstellung                                                       | >25 % Dresdner Bank, Rest Streubesitz                 |
| Preussag                                      | Hannover      | Erdgasförderung                                                                                    | 26,5 % Veba (40,2 % Bundeseigentum), Rest Streubesitz |
| Saarbergwerke                                 | Saarbrücken   | über Beteiligung an Saarlor-Chemie Produktion von Ammoniak und Harnstoff                           | 74 % Bundeseigentum, 26 % Saarland                    |
| Scholven-Chemie                               | Gelsenkirchen | Düngemittel, Alkoholsynthese, Hochdruckhydrierung von Benzol, Polyethylen-Herstellung, Petrochemie | 100 % Hibernia (Teil der Veba)                        |
| Union Rheinische Braunkohlen Kraftstoff AG    | Wesseling     | Tanker, Produktion von Methanol, Ammoniak, Harnstoff, Ethylen                                      | 100 % Rheinische Braunkohlenwerke (RWE-Gruppe)        |
| Wintershall                                   | Kassel        | Erdgasförderung                                                                                    | 50 % Gewerkschaft Wintershall, Rest Streubesitz       |

Als Aufgabe der neuen Gesellschaft nannte der Gesellschaftsvertrag „die Verfolgung von Erdöl- und Erdgasvorhaben im Ausland im Namen und für Rechnung von Gesellschaftern oder im eigenen Namen“. Das Stammkapital brachten alle acht Gesellschafter zu gleichen Teilen auf. Allerdings belief es sich nur auf einen Betrag von 100.000 DM. Mehrheitlich waren die Gesellschafter bestrebt, die Strukturen ihrer eigenen Unternehmen zu bewahren sowie mit der Deminex eine Organisation ins Leben zu rufen für die Einwerbung und Verteilung von Staatshilfen. Sie wünschten sich überdies sofortige steuerliche Erleichterungen für das Mineralölgeschäft. Kritiker auch aus dem Wirtschaftsministerium bemängelten umgehend, die Gesellschaft könne in dieser Form keine Explorationsvorhaben durchführen oder an solchen mitwirken. Bedingt durch die Rezession von 1966 kürzte die Bundesregierung die vorgesehenen Anpassungshilfen für Raffinerien und die Bohrdarlehen in erheblichem Umfang, auch weil sie Mittel für die Unterstützung des krisenhaften Steinkohlenbergbaus freimachen wollte. Alle gegenteiligen Wünsche der Deminex blieben unberücksichtigt. Das Unternehmen war aufgrund seiner Unterfinanzierung schon vor dem praktischen Start gescheitert. Angesichts der Streichung von versprochenen Bohrdarlehen unternahm das Unternehmen praktisch kaum relevante Explorationsaktivitäten.

## Neustart 1969
Die angespannte Lage der deutschen Mineralölunternehmen hielt an. Das bewog Wirtschaftsminister Karl Schiller zu einer erneuten Initiative. 1968 legte der SPD-Politiker in einem Beitrag für den Vorwärts dar, welche Ziele die deutsche Ölpolitik ins Auge fassen müsse; Anfang 1969 fand sich diese Akzentsetzung auch im Jahreswirtschaftsbericht: Die Bundesregierung wolle „1. niedrige Preise für Erdölprodukte, 2. Sicherheit der Erdölversorgung, 3. Aufrechterhaltung des Marktanteils deutscher Mineralölunternehmen.“ Den deutschen Mineralölunternehmen sei dabei zu helfen, sich eine Rohölbasis zu verschaffen, man sei bereit, ihnen dabei „Starthilfe“ zu gewähren. Die Gesellschaften sollten zugleich ihre Zusammenarbeit stärken. Steuerliche Nachteile der Unternehmen wolle man beseitigen.
Die Gesellschafterversammlung beschloss am 16. Juli 1969 eine Erhöhung des Stammkapitals um „DM 49,9 Mio auf DM 50 Mio“. Die Gesellschaft wurde überdies in die Deutsche Erdölversorgungsgesellschaft mbH Deminex umbenannt. Die Anteile an der Gesellschaft verteilten sich wie folgt:

- Gelsenkirchener Bergwerks-AG: 18,5 %
- Scholven-Chemie: 18,5 %
- Wintershall: 18,5 %
- Union Rheinische Braunkohlen Kraftstoff AG: 13,5 %
- Deutsche Schachtbau- und Tiefbohrgesellschaft: 10,0 %
- Saarbergwerke: 9 %
- Preussag 7 %
- C. Deilmann 5 %

Die Ziele blieben jene, die 1966 formuliert worden waren. Wie 1966 hatten die Gesellschafter das Recht, Ölaktivitäten auch auf eigene Rechnung vorzunehmen. Einstimmigkeit über Projektvorhaben war unter den Gesellschaftern jedoch nicht mehr notwendig, eine Dreiviertelmehrheit (nach Kapitalanteilen) reichte. Unerwünschtem Einfluss ausländischer Akteure schob die Festlegung einen Riegel vor, die vorsah, aus dem Gemeinschaftsunternehmen ausscheiden zu müssen, falls ein solcher nichtdeutscher Akteur in den Besitz von mindestens 25 Prozent der Anteile eines Gesellschafters gelangen würde. Die Deminex-Anteile des Betroffenen wären zum Nennwert oder zum Buchwert (sofern dieser unter dem Nennwert läge) auf die übrigen Gesellschafter zu übertragen.
Verarbeitung und Vertrieb des Rohöls blieb ausdrücklich Sache der Deminex-Gesellschafter.

## Entwicklung des Unternehmens
| 1970–1976 | Herbert Lögters     |
| 1976–1977 | Fritz Oschmann      |
| 1978–1988 | Ernst Eberhard Hotz |
| 1988–1993 | Ernst Leonhardt     |
| 1993–1998 | Paul Haseldonckx    |

### Sitz und Firma
Sitz des Unternehmens war bis 1976 Düsseldorf, anschließend Essen. Die Firma lautete von 1969 bis Anfang Januar 1976 Deutsche Erdölversorgungsgesellschaft mbH – Deminex. Dann wurde die Abkürzung Deminex vorangestellt, die Firma lautete Deminex – Deutsche Erdölversorgungsgesellschaft mbH. Eine nochmalige Umfirmierung erfolgte 1997: Das Unternehmen hieß dann Deminex GmbH.

### Subventionen
Als „Starthilfe“ stellte der Bund 575 Mio. DM bereit, verteilt auf die Jahre von 1969 bis 1974. Im Zeitraum von 1974 bis 1978 wurden der Deminex weitere Mittel in Höhe von 800 Mio. DM gewährt, von 1979 bis 1983 waren es 600 Mio. DM. Das dritte und letzte Anschlussprogramm von 1983 bis 1989 hatte ein Volumen von 400 Mio. DM. Die Mittel flossen als bedingt (bei Erfolg) rückzahlbare Explorationsdarlehen in Höhe von 75 % (Starthilfe und erstes Anschlussprogramm ab 1974) beziehungsweise von 66,7 % (zweites Anschlussprogramm ab 1979), ferner als Zuschüsse (von bis zu 30 % der Erwerbskosten) für Beteiligungen an fündigen Feldern oder Förderfeldern. Die Feldesentwicklung wurde zudem durch die Bereitstellung von Staatsbürgschaften und Garantien bei der Finanzierung über den Kapitalmarkt unterstützt. 1989 liefen die staatlichen Subventionen aus. Bis dahin unterstützte die Bundesregierung das Unternehmen über (rückzahlbahre) Darlehen und (nicht rückzahlbare) Zuschüsse mit 2,198 Mrd. DM. Für den Staat waren davon 1,08 Mrd. DM „verloren“ (nicht erfolgreiche Explorationen, Zuschüsse für den Kauf von Feldern). Die Gesellschafter brachten 1,34 Mrd. DM auf. mit 1,4 Mrd. DM bis 1,5 Mrd. DM.
Die Subventionen konzentrierten sich auf die Erdölsuche und -förderung, wenngleich sie auch für Probebohrungen gewährt wurden, die zur Entdeckung von Erdgasfeldern führten.

### Öl- und Erdgasförderung
Gestützt auf diese Fördermittel sowie auf Eigenmittel der Gesellschafter betrieb die Deminex ihr Auslandsgeschäft bis 1972 in Gabun, Guyana, Indonesien, Jordanien, Kanada, Nigeria, in Trinidad sowie in der britischen Nordsee. Konsortialpartner waren dabei unter anderem BP, Elf-Erap, Agip (Eni) und INA. Die Suche nach Öl blieb bis dahin jedoch erfolglos. In den 1970er Jahren formte Deminex ein Konsortium, das in der britischen Nordsee Ölbohrungen vornahm. Zu diesem zählte auch Monsanto. Bis Ende der 1970er Jahre entwickelte sich die Deminex von einer reinen Explorations- zu einer Explorations- und Produktionsgesellschaft. 1978 stand ihr erstmals eigenes Erdöl im Volumen von 1,1 Mio. Tonnen zu, weil die Förderung aus dem Thistle Oil Field in der britischen Nordsee begonnen hatte. An diesem Ölfeld war das Unternehmen mit mehr als 40 Prozent beteiligt, weil es 1975 Blöcke dieses Feldes von der United Canso Oil & Gas Ltd. sowie der Champlin Petroleum Co. Ltd. übernommen hatte. Die Beteiligung an diesem Ölfeld stellte Deminex auf eine „wirtschaftlich gesicherte Basis“. Diese 1,1 Mio. Tonnen repräsentierten 1978 rund 20 Prozent der deutschen Ölförderung. 1982 kam erstmals weiteres Deminex-Öl, zirka 0,33 Mio. Tonnen, aus dem Beatrice Oil Field in der britischen Nordsee. Bis 1986 stellten sich zusätzliche Erfolge ein: Eigenes Öl stammte nun auch aus Ägypten (Golf von Suez), Indonesien, Syrien, den USA und Kanada. Ende 1989 begannen Lieferungen aus dem norwegischen Nordsee-Ölfeld Veslefrikk, in den 1990er Jahren Lieferungen aus dem Ölfeld Snorre, ebenfalls im norwegischen Teil der Nordsee gelegen. Aus Russland kam ab 1996 Öl. 1998 verfügte Deminex über Rechte in zwölf Ländern und in Gebieten mit einer Fläche, die der von Niedersachsen entsprach.
Auch in anderen Ländern hatte Deminex nach Erdöl gebohrt, beispielsweise vor der Küste von Nigeria, im Iran oder vor der Küste von Vietnam. Diese Bohrungen blieben jedoch ohne wirtschaftlich rentable Funde für das Unternehmen.
Auch Erdgas förderte das Unternehmen. Die entsprechenden Felder befanden sich unter anderem in der Nordsee, in den USA und in Indonesien sowie in Argentinien, das zuletzt für den Großteil der Fördermenge stand.
Deminex konnte seine Fördermengen von Erdöl und Erdgas steigern, allerdings nicht stetig:
| Jahr | Erdöl (in Tonnen) | Erdgas (in Kubikmetern) | Jahr | Erdöl (in Tonnen) | Erdgas (in Kubikmetern) |
| ---- | ----------------- | ----------------------- | ---- | ----------------- | ----------------------- |
| 1984 | 3,1 Mio.          | 172 Mio.                | 1994 | 9,4 Mio.          | 2 Mrd.                  |
| 1987 | 3,9 Mio.          | 407 Mio.                | 1995 | 9,3 Mio.          | 2,3 Mrd.                |
| 1990 | 6,6 Mio.          | 495 Mio.                | 1996 | 9,0 Mio.          | 3 Mrd.                  |
| 1993 | 7,8 Mio.          | 1,3 Mrd.                | 1997 | 8,3 Mio.          | 2,7 Mrd.                |

Die einst von Karl Schiller gewünschte Erdölfördermenge von 20 Mio. Tonnen pro Jahr wurde nie erreicht.

### Konzentration der Anteile
Bis 1980 verringerte sich die Zahl der Gesellschafter deutlich. Die Veba übernahm bereits 1969 die Scholven-Chemie AG und schloss die Übernahme und Integration der Gelsenberg AG (vormals Gelsenkirchener Bergwerks-AG) im Jahr 1975 ab. Bereits ein Jahr vorher gingen die Deminex-Anteile der Preussag und der Deutschen Schachtbau- und Tiefbohrgesellschaft an die Veba, die damit die Mehrheit hatte. Schon Ende 1971 übernahm die Union Rheinische Braunkohlen Kraftstoff AG die Anteile, die zuvor von Deilmann gehalten worden waren.
Die Bundesregierung trug zu dieser Reduzierung bei. Sie verfolgte ab Mitte der 1970er Jahre die Absicht, die Veba zum entscheidenden deutschen Akteur im Upstream-Geschäft beziehungsweise zum Kern eines nationalen deutschen Mineralölkonzerns aufzubauen. Zudem ging es ihr um eine „straffere unternehmerische Willensbildung“. Das hatte Grund: Interne Differenzen der Gesellschafter sickerten mehrfach durch und fanden ihren Widerhall in Politik und Presse. Das galt beispielsweise für die gescheiterte Teilhabe an der Ausbeute eines Ölfeldes in Abu Dhabi 1972, die zu einem „Sinnbild für die Uneinigkeit der DEMINEX-Gesellschafter“ wurde, sowie 1979 für fehlgeschlagene Pläne einer Übernahme der Anteilsmehrheit an der Belridge Oil Company, die Öl in Kalifornien förderte. Bekannt wurde auch, dass die Veba, damals größter Anteilseigner, 1975 das Ausscheiden von zwei Teilhabern wünschte – gegen deren Widerstand. Auch die personelle Besetzung der Deminex-Spitze war damals umstritten. Anfang 1979 einigten sich die Gesellschafter auf eine Erhöhung des Stammkapitals von 50 auf 100 Mio. DM. Ein Jahr später folgte die Erhöhung auf 150 Mio. DM.
1980 waren folgende Gesellschafter an der Deminex beteiligt:
- Veba: 54 %
- Wintershall: 18,5 %
- Union Rheinische Braunkohlen Kraftstoff AG: 18,5 %
- Saarbergwerke: 9 %

1988 wurde auch die Union Rheinische Braunkohlen Kraftstoff AG als Anteilseignerin abgelöst, weil dieses Unternehmen im Zuge eines Zusammenschlusses in der neuen RWE DEA aufging. Ende April 1989 gingen die Ölaktivitäten der Saarbergwerke rückwirkend zum 1. Januar 1989 schließlich an die Veba, die damit über 63 Prozent der Deminex-Anteile verfügte.
Veba und RWE-DEA einigten sich 1991 rückwirkend auf veränderte Beteiligungsquoten bei neuen Projekten. Für sie waren separate Regionalgesellschaften unter dem Deminex-Namen zuständig. Veba und RWE-DEA hielten in diesen Regionalgesellschaften mit Wirkung vom 1. Januar 1991 40,75 Prozent, der Anteil von Wintershall blieb bei 18,5 Prozent.

### Umsatz und Gewinn
| Jahr   | 1981  | 1982  | 1983 | 1984 | 1985  | 1986 | 1987  | 1988 | 1989  |
| Erlöse | 1.071 | 1.028 | 724  | 750  | 1.651 | 801  | 1.165 | 883  | 1.083 |
| Gewinn | 227   | 67    | 76   | 135  | 67    | −135 | −36   | 12,8 | 136   |

| Jahr   | 1990  | 1991  | 1992  | 1993  | 1994  | 1995  | 1996  | 1997  |
| Erlöse | 1.784 | 1.835 | 1.657 | 1.651 | 2.169 | 2.097 | 2.592 | 2.525 |
| Gewinn | 153   | 146   | 134   | 223   | 278   | 395   | 600   | 505   |

Das Unternehmen steigerte langfristig seine Umsätze; das Maximum lag 1996 bei knapp 2,6 Milliarden DM.
Deminex erwirtschaftete erstmals in den Jahren 1979, 1980 und 1981 Gewinne. Sie wurden aus steuerlichen Gründen gemeinsam im Geschäftsjahr 1981 ausgewiesen und hatten eine Gesamthöhe von 227 Mio. DM. Die Ergebnisse blieben anschließend ebenfalls überwiegend positiv, nur in den Jahren 1986 und 1987 fielen Verluste an. Das kaufmännisch erfolgreichste Jahr war 1996 mit 600 Mio. DM Gewinn, gefolgt von 1997 mit 505 Mio. DM. Umsatz und Ergebnis schwankten insgesamt stark, da sie in erheblichem Maße vom wechselnden Dollar-Kurs und vom Ölpreis abhingen.
Auch aufgrund der Ergebnissituation gelang es, das Eigenkapital aufzustocken: 1984 erhöhten die Gesellschafter das Stammkapital von 150 Mio. DM auf 246 Mio. DM. 1988 beschloss die Gesellschafterversammlung die Anhebung auf 300 Mio. DM. Der Gewinn stärkte nicht allein das Eigenkapital, auch an die Gesellschafter wurden Gewinne abgeführt, ferner Darlehen abgetragen.

## Boatpeople
1979 retteten sich mehrere hundert Boatpeople auf eine Bohrinsel beziehungsweise ein Bohrschiff der Deminex vor der Küste Vietnams. Das Auswärtige Amt führte anschließend mit den Ministerpräsidenten der Länder Gespräche über eine Ausreise in die Bundesrepublik und damit einhergehend über eine Erhöhung der Aufnahmequote für vietnamesische Flüchtlinge. Die Hilfe von Versorgungsschiffen der Deminex für die Bootsflüchtlinge führte zu diplomatischen Verstimmungen zwischen der Bundesrepublik und Vietnam. 1980 gab das Unternehmen sein Vertragsgebiet an Vietnam zurück.

## Auflösung 1998
Die Hoffnung einiger deutscher Politiker, ein nationales Mineralölunternehmen mit internationalem Rang zu formen, erfüllte sich nicht; mit der Ruhrkohle AG war die Deminex nie zu vergleichen. Die Bundesregierung setzte verstärkt auf Kernenergie oder bei Erdgas auf eine Zusammenarbeit mit der Sowjetunion (→ Erdgas-Röhren-Geschäft) und nach deren Zerfall mit Russland. Weitere Hemmschuhe für den Unternehmenserfolg kamen hinzu: Die Deminex-Gesellschafter arbeiteten nicht vorbehaltlos zusammen, sondern verfolgten auch eigene Geschäftsinteressen; die Bundesmittel waren insgesamt zu knapp bemessen, um dem Unternehmen ausreichende Handlungsspielräume zu verschaffen; Wettbewerbsdruck und die steigenden Kosten im Upstream-Geschäft taten ihr Übriges. Die Ölpreise waren zum damaligen Zeitpunkt infolge der Asienkrise überdies sehr niedrig.
Das Unternehmen wurde von den verbliebenen Gesellschaftern 1998 rückwirkend zum Jahresanfang aufgespaltet und damit aufgelöst. Die beteiligten Gesellschafter hatten zuvor auf ein jeweils eigenständiges unternehmerisches Handeln gedrängt; die Gesellschafterstruktur der Deminex erschien ihnen nicht mehr als ausreichend wettbewerbsfähig. Exploration und Produktion gingen in direkte Verantwortung der jeweiligen drei Gesellschafter, die diese mit den eigenen zusammenlegten. Veba erhielt die Deminex-Tochtergesellschaften und deren Mitarbeiter in Kanada, Trinidad, Kolumbien, Großbritannien, Syrien und Indonesien. RWE-DEA bekam die Gesellschaften in Ägypten und Norwegen, allerdings blieb die Veba hier jeweils Minderheitsgesellschafter. An Wintershall ging die Deminex-Tochter in Argentinien sowie die Regionalgesellschaften in Russland und Aserbaidschan. 479 Beschäftigte standen Anfang 1998 auf der Gehaltsliste von Deminex. Sie wurden von den vormaligen Gesellschaftern übernommen; für 50 Mitarbeiter war ein Sozialplan vorgesehen.
Die Welt am Sonntag kommentierte 20 Jahre später: „Seither gilt es als historische Besonderheit, dass ausgerechnet das am höchsten industrialisierte Land Europas über keinen eigenen Energiemulti verfügt. Die Niederlande haben Shell, die Briten BP, die Franzosen Total und die Italiener Eni“.
Der Name Deminex ist aus dem Geschäft mit fossiler Energie verschwunden. Einzig die Jahresabschlüsse der Wintershall Dea nennen eine Beteiligung des Unternehmens an der Deminex Egypt Oil Company (DEOCO) mit Sitz in Kairo.